# Свалява (станция)
Свалява — промежуточная железнодорожная станция на линии Мукачево — Стрый — Львов Львовской железной дороги.
Находится в городе Свалява Свалявского района Закарпатской области Украины.

## История
Железнодорожная станция была построена и введена в эксплуатацию в 1886 году.
После распада Австро-Венгрии в конце 1918 года селение осталось на территории Венгрии. 23 марта 1919 года здесь была провозглашена власть Венгерской Советской Республики, но в конце апреля 1919 года селение было оккупировано чехословацкими войсками и включено в состав Чехословакии.
После Мюнхенского соглашения 1938 года, 14 марта 1939 года была провозглашена независимость Словакии, и в этот же день венгерские войска перешли в наступление в Закарпатье. В результате, селение оказалось в составе Венгрии и получило название Сольва.
В ходе боевых действий Великой Отечественной войны в связи с приближением линии фронта в октябре 1944 года отступающие немецко-венгерские войска взорвали мосты и железнодорожную станцию, но в дальнейшем она была восстановлена.
1 сентября 1945 года селение Сольва получило статус посёлка городского типа Свалява, после чего станция была переименована. В дальнейшем, здесь было построено новое здание железнодорожного вокзала.
В 1956 году станция была электрифицирована.